# Smilax aspera

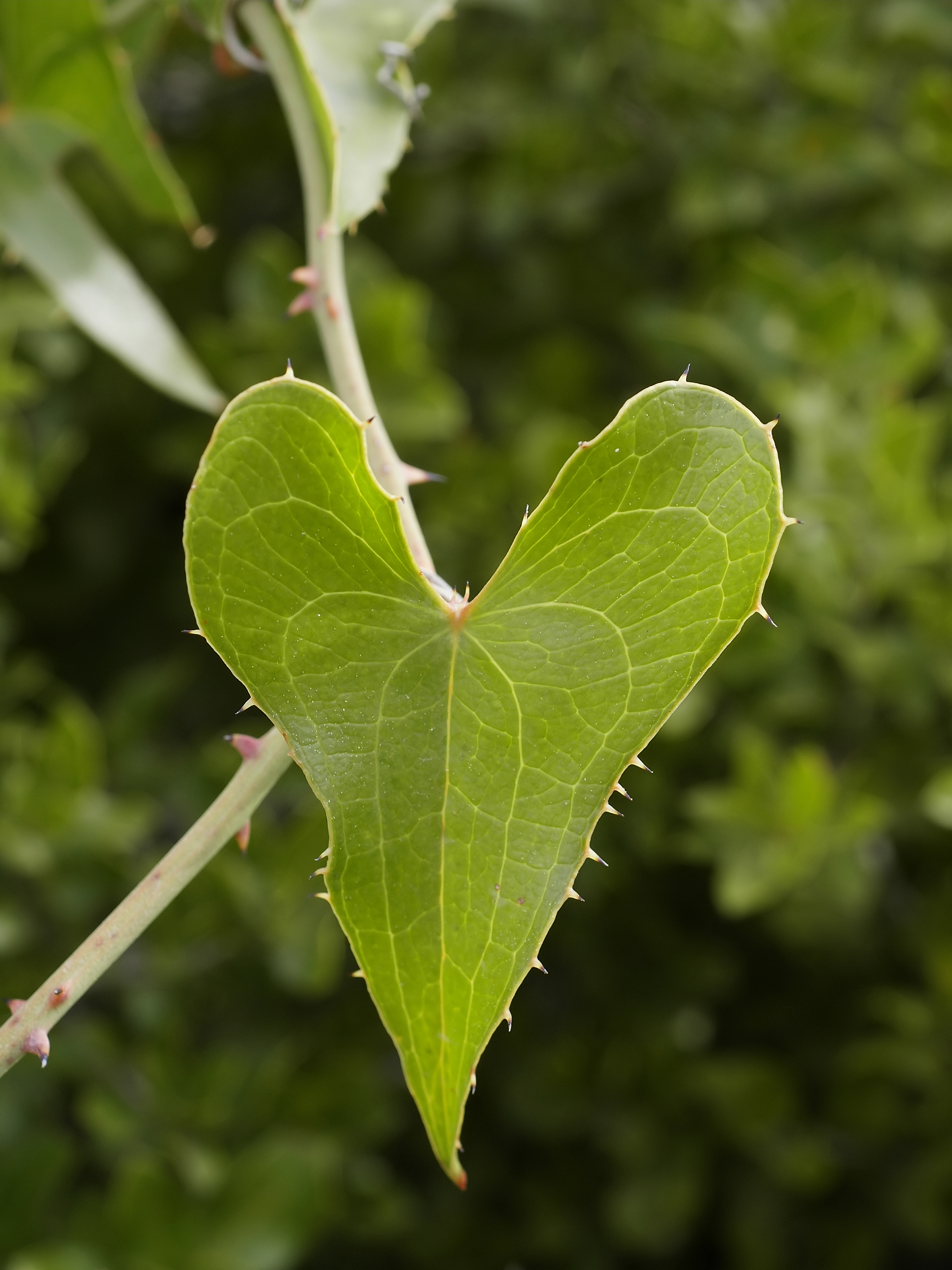
Folha cordiforme de Smilax aspera.

A Smilax aspera é um arbusto da família Smilacaceae. É uma planta nativa da África, Europa, Sul e Sudoeste Asiático. Em Portugal pode ser encontrada em matos e bosques do sul do país.
É conhecida pelos nomes comuns de alagacão, alagação, alegra-campo, alegra-cão, legacão, recama, salsaparrilha, salsaparrilha-bastarda, salsaparrilha-brava, salsaparrilha-do-reino, salsaparrilha-indígena, salsaparrilha-rugosa ou silvamar.

## Descrição
S. aspera é uma trepadeira perene (liana), rizomatosa, com porte subarbustivo, com caules cilíndricos lenhosos, finos e sarmentosos que podem atingir os 15 m de comprimento, rastejantes ou trepadores, frequentemente emaranhados, angulosos e providos de acúleos. Os rizomas são tuberiformes e alongados. Apresenta as as estípulas foliares transformadas em gavinhas delgadas, geralmente ramificadas, adaptadas a envolver ramos ou outros tipos de suportes, o que lhe permite trepar sobre a vegetação.
As folhas são persistentes e coriáceas, glabras e verde-escuras brilhantes, ocasionalmente manchadas de branco, apresentando grande plasticidade morfológica, sendo comuns, entre outros tipos foliares, folhas cordadas, lanceoladas, reniformes e sagitadas. As folhas cordadas são mais comum em espécimes que cresçam em locais abrigados, como bosques e matos altos, ou em locais sombrios. A herbivoria e a exposição ao vento e à radiação solar parece favorecer os outros tipos foliares. Qualquer que seja a forma, as folhas são aculeadas e alternas, as margens lisas ou com espinhos aduncos. O limbo tem um veio central, com 5 a 7 nervuras pseudo-paralelas unidas no ápice. Cada folha junto aos nós é ladeada na base do pecíolo por duas estípulas transformadas em gavinhas, não ramificadas, muito enroladas. Nalgumas formas, as gavinhas estão ausentes.
A espécie floresce de agosto a novembro, produzindo inflorescências do tipo racemo, com implantação axilar ou terminal, com umbelas sésseis e simples. Cada inflorescência contém de 5 a 30 pequenas flores unissexuais de cor branco-esverdeada. As flores masculinas apresentam 6 estames livres e proeminentes, ligados na base do perianto, e anteras esbranquiçadas. As flores femininas têm ovário trilocular, com três estigmas sésseis.
Os frutos são bagas que adquirem uma tonalidade avermelhada quando maduros.
S. aspera tem o seu óptimo biogeográfico na zona mediterrânica, evitando as montanhas (andares bioclimáticos oromediterrânico, supramediterrânico e supratemperado) e os territórios com climas mais continentais. Aparece numa grande variedade de habitats, incluindo escarpas, dunas, pinhais e matos baixos, mas sendo mais frequente nos matos altos e nos bosques perenifólios.

## Etnobotânica
Em Espanha a salsaparrilha dava o seu nome a uma bebida semelhante à Coca Cola, a "Zarzaparrilla 1001", entretanto desaparecida devido à concorrência das grandes marcas. O extracto das suas raízes é indicado como diurético, auxiliar no tratamento do reumatismo, gota, dermatose e psoríase. [carece de fontes?]

## Galeria

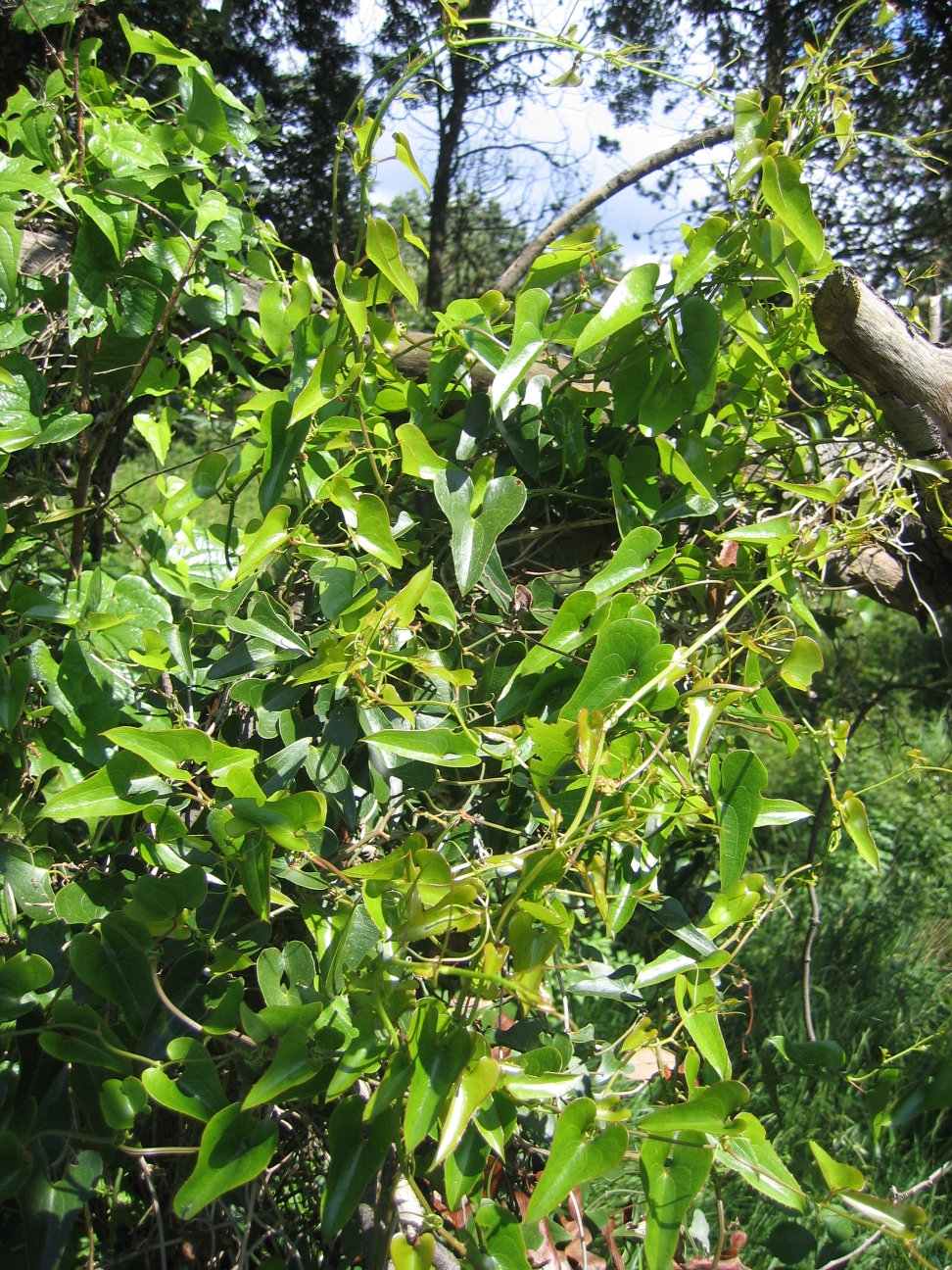
Hábito de Smilax aspera.
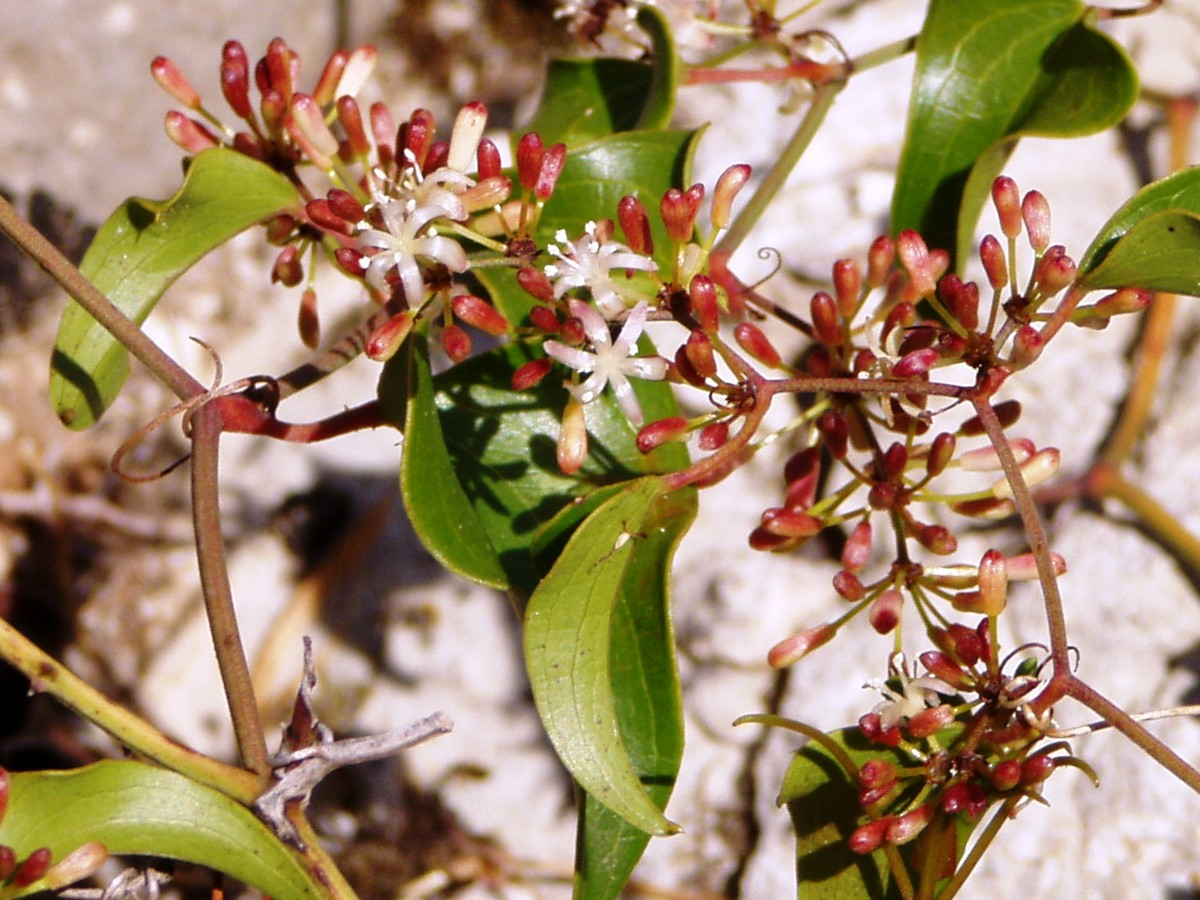
Smilax aspera em flor.
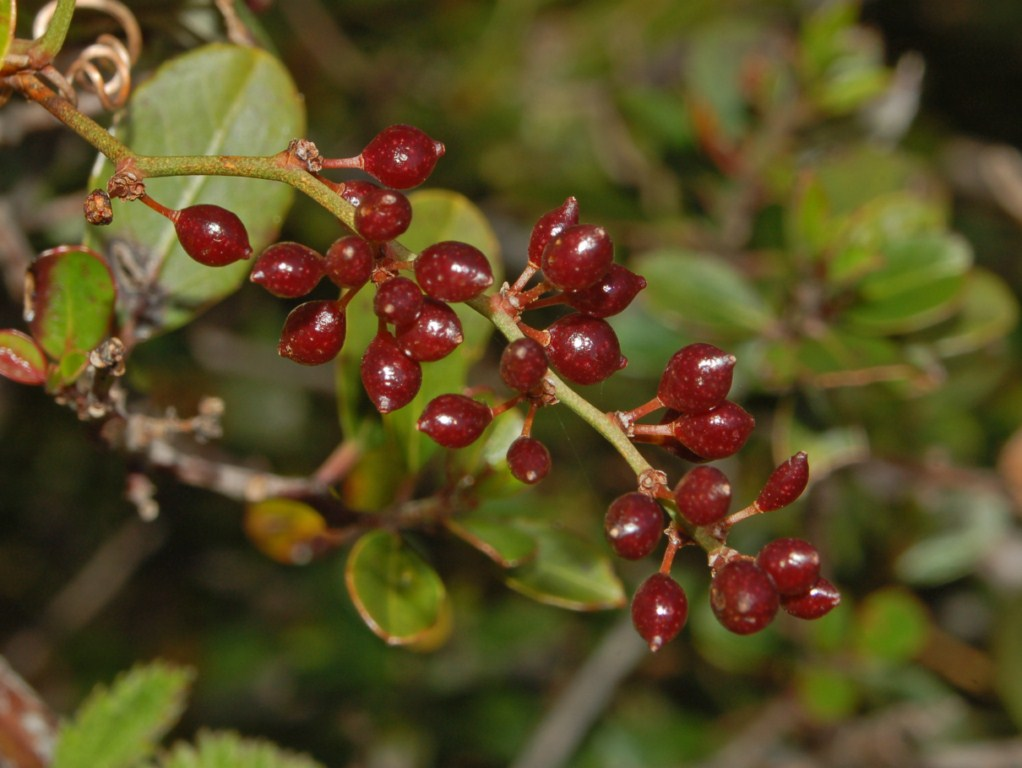
Bagas de Smilax aspera.
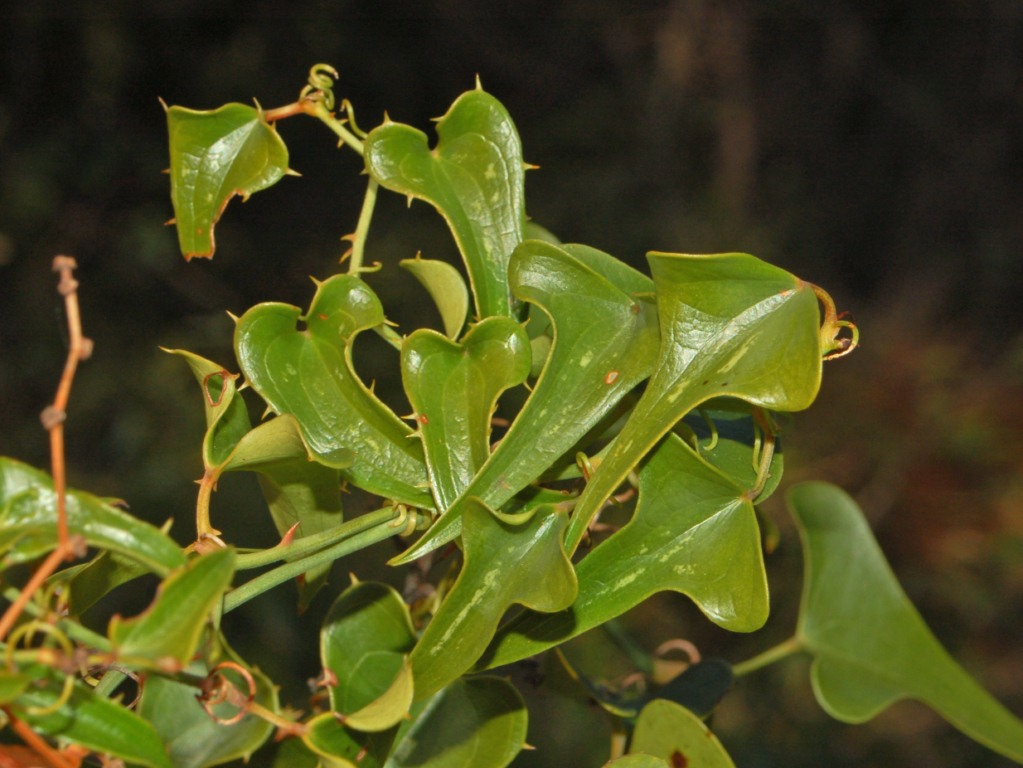
folhagem de Smilax aspera.
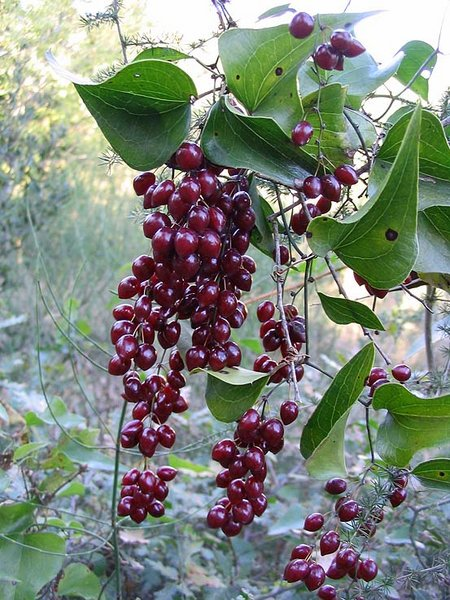
Frutos de Smilax aspera.
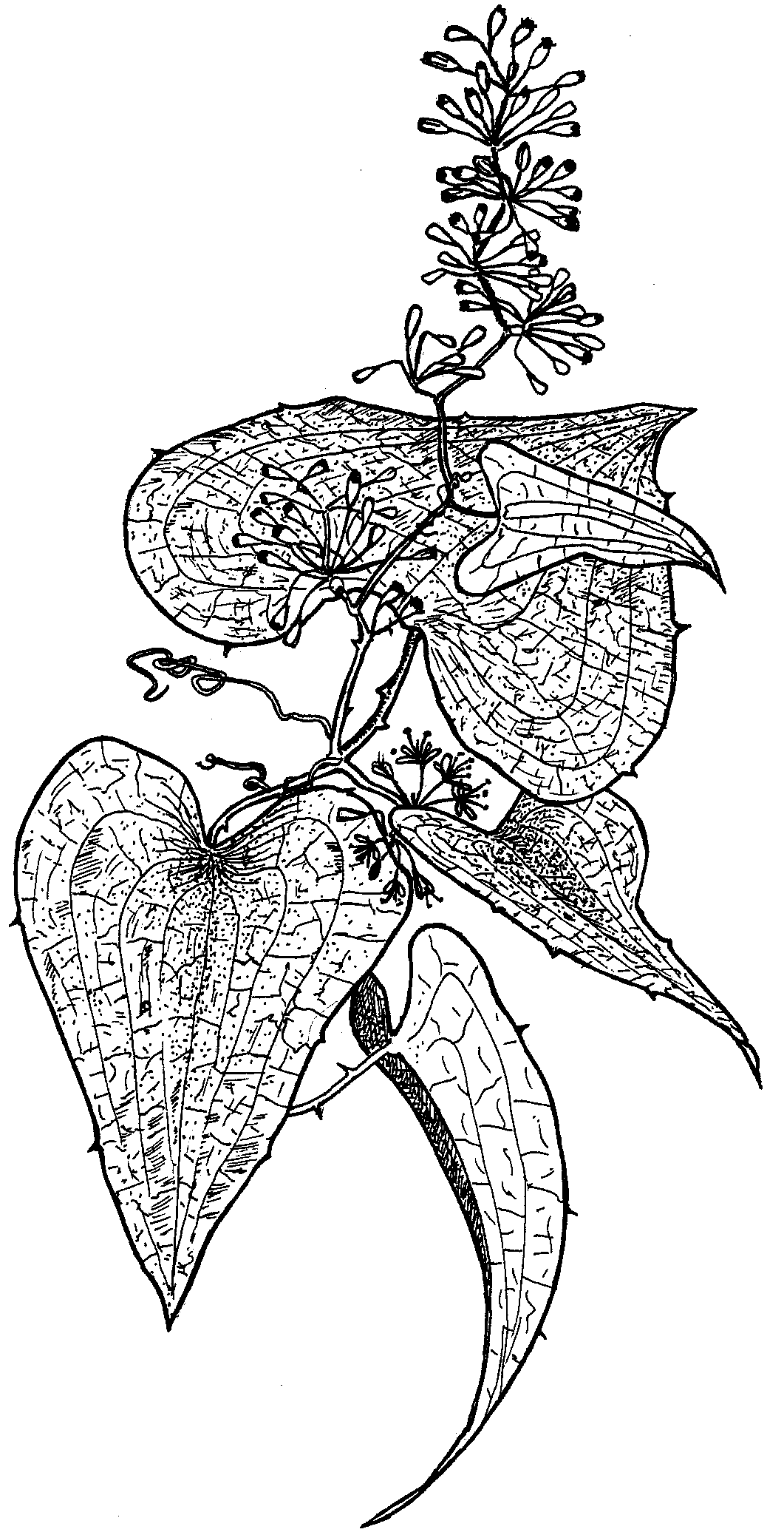
Ilustração técnica de Smilax aspera.
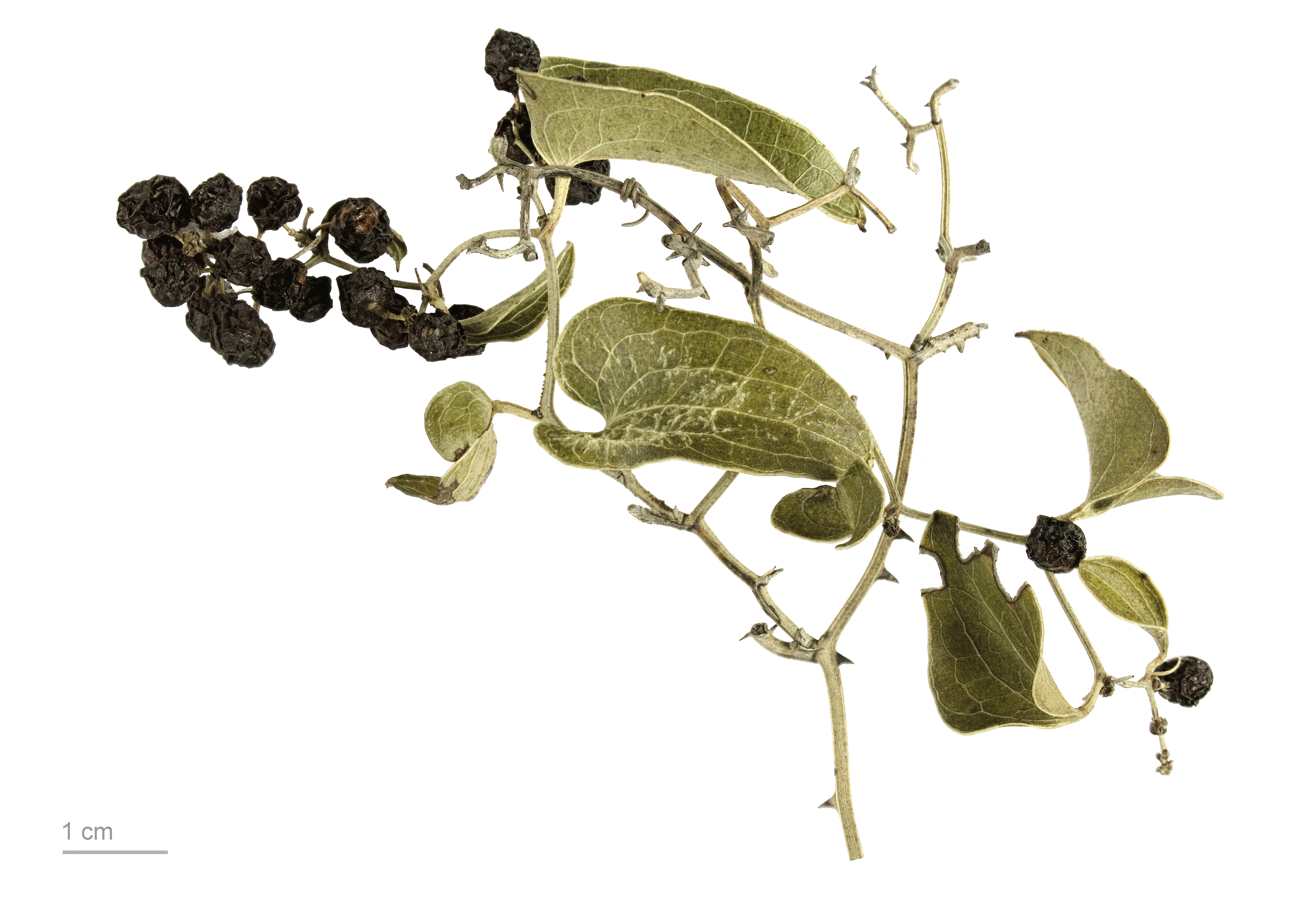
Smilax aspera - MHNT